# Fitzwilly i varuhusligan
Fitzwilly i varuhusligan (engelska: Fitzwilly) är en amerikansk romantisk komedifilm från 1967 i regi av Delbert Mann. Filmen är baserad på Poyntz Tylers roman A Garden of Cucumbers från 1960. Titelrollen, butlern Claude "Fitzwilly" Fitzwilliam, spelas av Dick Van Dyke och som motspelare har han Barbara Feldon.

## Rollista i urval
- Dick Van Dyke – Claude Fitzwilliam
- Barbara Feldon – Juliet Nowell
- John McGiver – Albert
- Edith Evans – Miss Victoria Woodworth
- Harry Townes – Mr. Nowell
- John Fiedler – Mr. Morton Dunne
- Anne Seymour – Grimsby
- Norman Fell – Oberblatz
- Cecil Kellaway – Buckmaster
- Stephen Strimpell – Byron Casey
- Helen Kleeb – Mrs. Mortimer
- Paul Reed – Prettikin
- Albert Carrier – Pierre
- Nelson Olmsted – Simmons
- Dennis Cooney – assisterande åklagare Elliot Adams
- Noam Pitlik – Charles
- Anthony Eustrel – Garland
- Sam Waterston – Oliver